# Lijst van apostolische (inter)nuntii in Nederland
Onderstaand volgt een lijst van apostolische (inter)nuntii in Nederland.
De (apostolische) nuntius is een aartsbisschop die de Heilige Stoel diplomatiek vertegenwoordigt bij de desbetreffende regering en binnen de Rooms-Katholieke Kerk de band tussen de Kerk in een bepaald land en de Apostolische Stoel onderhoudt en versterkt.
Sinds 1829 (met een onderbreking van 1899 tot 1911) was er in Den Haag een internuntius gevestigd, die zowel bij de Nederlandse als bij de Luxemburgse regering geaccrediteerd was.  Deze internuntius werd in 1967 verheven tot (pro-)nuntius. Tevens werd toen de Nederlandse gezant bij de Heilige Stoel verheven tot volwaardig ambassadeur.
| Periode      | Naam                    |
| ------------ | ----------------------- |
| 1911 - 1916  | Giovanni Tacci Porcelli |
| 1916 - 1918  | Achille Locatelli       |
| 1918 - 1921  | Sebastiano Nicotra      |
| 1921 - 1922  | Roberto Vicentini       |
| 1922 - 1925  | Cesare Orsenigo         |
| 1928 - 1935  | Lorenzo Schioppa        |
| 1935 - 1959  | Paolo Giobbe            |
| 1959 - 1967  | Giuseppe Beltrami       |
| 1967 - 1976  | Angelo Felici           |
| 1976 - 1978  | John Gordon             |
| 1979 - 1984  | Bruno Wüstenberg        |
| 1984 - 1988  | Edward Idris Cassidy    |
| 1988 - 1991  | Audrys Juozas Bačkis    |
| 1992 - 1997  | Henri Lemaître          |
| 1997 - 2001  | Angelo Acerbi           |
| 2001 - 2011  | François Bacqué         |
| 2011 - 2015  | André Dupuy             |
| 2015 - 2021  | Aldo Cavalli            |
| 2022 - 2025  | Paul Tschang In-Nam     |
| 2025 - heden | Jean-Marie Speich       |